# 음력 6월 24일
음력 6월 24일은 음력 6월의 24번째 날이다.

## 사건
- 2006년 - 정운찬 서울대학교 총장이 퇴임하다.

## 문화
- 1961년 - 대한민국 군사원호청(현 국가보훈부) 발족.
- 2014년 -
  - 미국 오하이오주 실베이니아에서 뉴질랜드 교포 리디아 고가 미국여자프로골프 투어 마라톤 클래식에서 우승하였다.
  - 서울특별시 성동구에 위치한 약수고가도로가 30년 만에 철거되었다.

## 탄생
- 1903년 - 대한민국의 시인 양주동.
- 1980년 - 대한민국의 배우 이규한.
- 1989년 - 대한민국의 배우 전여빈.
- 1999년 - 대한민국의 가수 시현 (에버글로우).

## 사망
- 1994년 - 대한민국의 배우 석광렬.

## 같이 보기
- 음력 360일: 1월 2월 3월 4월 5월 6월 7월 8월 9월 10월 11월 12월
- 전날:6월 23일 다음날:6월 25일 - 전달:5월 24일 다음달:7월 24일
- 양력:6월 24일
- 음력, 윤달